# Korea Open 2017
Korea Open 2017 (також відомий під назвою KEB Hana Bank-Incheon Airport Korea Open 2017 за назвою спонсора) - професійний жіночий тенісний турнір, що проходив на кортах з твердим покриттям. Це був 14-й за ліком турнір. Належав до Туру WTA 2017. Відбувся в Сеулі (Південна Корея). Тривав з 18 до 24 вересня 2017 року.

## Очки і призові

### Нарахування очок
| Дисципліна       | П   | Ф   | ПФ  | ЧФ | 1/8 | 1/16 | Q   | Q3  | Q2  | Q1  |
| Одиночний розряд | 280 | 180 | 110 | 60 | 30  | 1    | 18  | 14  | 10  | 1   |
| Парний розряд    | 280 | 180 | 110 | 60 | 1   | Н/Д  | Н/Д | Н/Д | Н/Д | Н/Д |

### Призові гроші
| Дисципліна       | П       | Ф       | ПФ      | ЧФ     | 1/8    | 1/16   | Q      | Q2   | Q1   |
| Одиночний розряд | $43,000 | $21,400 | $11,300 | $5,900 | $3,310 | $1,925 | $1,005 | $730 | $530 |
| Парний розряд *  | $12,300 | $6,400  | $3,435  | $1,820 | $960   | Н/Д    | Н/Д    | Н/Д  | Н/Д  |

* на пару

## Учасниці основної сітки в одиночному розряді

### Сіяні
| Країна     | Гравчиня           | Рейтинг1 | Сіяна |
| ---------- | ------------------ | -------- | ----- |
| Латвія     | Олена Остапенко    | 10       | 1     |
| Нідерланди | Кікі Бертенс       | 29       | 2     |
| Чехія      | Крістина Плішкова  | 44       | 3     |
| Румунія    | Сорана Кирстя      | 51       | 4     |
| Румунія    | Ірина-Камелія Бегу | 54       | 5     |
| Німеччина  | Татьяна Марія      | 58       | 6     |
| Іспанія    | Лара Арруабаррена  | 61       | 7     |
| США        | Крістіна Макгейл   | 62       | 8     |

- 1 Рейтинг подано станом на 11 вересня 2017

### Інші учасниці
Нижче наведено учасниць, які отримали вайлдкард на участь в основній сітці:
- Han Na-lae
- Чан Су Джон
- Катаріна Завацька

Учасниці, що потрапили в основну сітку завдяки захищеному рейтингу:
- Еґуті Міса

Нижче наведено гравчинь, які пробились в основну сітку через стадію кваліфікації:
- Прісцілла Хон
- Луксіка Кумхун
- Кароліна Мухова
- Пеангтарн Пліпич
- Аранча Рус
- Варатчая Вонгтінчай

### Знялись з турніру
До початку турніру
- Ежені Бушар →її замінила  Маріана дуке-Маріньйо
- Місакі Дой →її замінила  Еґуті Міса
- Кірстен Фліпкенс →її замінила  Чжан Кайчжень
- Варвара Лепченко →її замінила  Рішель Гогеркамп
- Слоун Стівенс →її замінила  Катерина Александрова
- Олена Весніна →її замінила  Деніса Аллертова

## Учасниці основної сітки в парному розряді

### Сіяні
| Країна            | Гравчиня           | Країна     | Гравчиня           | Рейтинг1 | Сіяна |
| ----------------- | ------------------ | ---------- | ------------------ | -------- | ----- |
| Нідерланди        | Кікі Бертенс       | Швеція     | Юганна Ларссон     | 52       | 1     |
| Румунія           | Ірина-Камелія Бегу | Чехія      | Крістина Плішкова  | 120      | 2     |
| Японія            | Нао Хібіно         | Грузія     | Оксана Калашникова | 125      | 3     |
| Китайський Тайбей | Чжуан Цзяжун       | Нідерланди | Аранча Рус         | 223      | 4     |

- 1 Рейтинг подано станом на 11 вересня 2017

### Інші учасниці
Нижче наведено пари, які отримали вайлдкард на участь в основній сітці:
- Jeong Su-nam /  Park Sang-hee

### Знялись з турніру
Під час турніру
- Сорана Кирстя

## Переможниці

### Одиночний розряд
- Олена Остапенко —  Беатріс Аддад Майя, 6–7(5–7), 6–1, 6–4

### Парний розряд
- Кікі Бертенс /  Юганна Ларссон —  Луксіка Кумхун /  Пеангтарн Пліпич, 6–4, 6–1